# Gradual

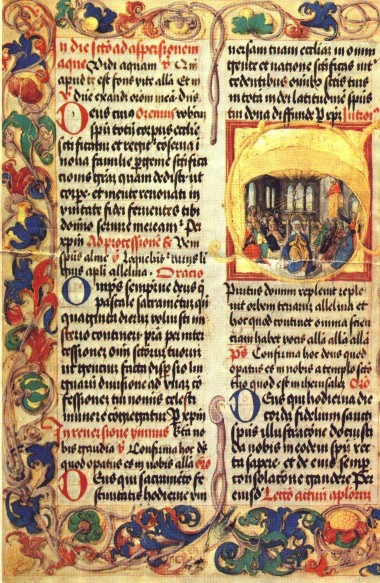
Gradual do rei João I da Polônia

O gradual é uma forma de canto litúrgico usado na igrejas católica e luterana. O termo também pode identificar um livro que reúne os itens musicais da missa, diferenciando-se do missal por excluir os trechos recitados. Na missa tridentina o gradual é cantado depois da leitura da epístola e antes do aleluia.
O gradual, assim como o aleluia e o tractus, é um canto responsorial, onde um solista canta um trecho de música que é respondido pelo coro ou pela congregação. É uma das formas mais antigas de canto litúrgico, e sua origem reside nas práticas da liturgia judaica. O gradual moderno consiste geralmente em dois versos de salmo. Acredita-se que seu nome deriva do local onde era cantado, no degrau (gradus) do altar ou do púlpito.
Como forma musical o gradual é composto de uma única resposta para um único verso, embora uma reprise final da resposta não seja rara e seja permitida pelo Liber usualis. Os graduais estão entre as formas mais melismáticas e ornamentais do canto gregoriano, e a resposta tende a ser cantada em uma tessitura mais alta do que a primeira entoação. Mais tarde passou a ser composto para várias vozes em polifonia.
Existe um livro que se chama Graduale Romanum e que contêm vários cantos da missa, não só o gradual.